# عادل مراد
عادل مراد هو دبلوماسي وسياسي عراقي، ولد في 11 ديسمبر 1949 في بغداد في العراق، وتوفي في 18 مايو 2018 في ألمانيا. حزبياً، نشط في الاتحاد الوطني الكردستاني.